# 天主教奧爾盧教區
天主教奧爾盧教區 （拉丁語：Dioecesis Orluana）是尼日利亞一個羅馬天主教教區，屬奧韋里總教區。
教區成立於1980年11月29日。2004年有教友562,837人（佔轄區人口63.9%）、112個堂區、240名司鐸。現任教區主教為奧斯定‧托丘庫‧烏庫奧馬。